# Konrad I. von Wittelsbach

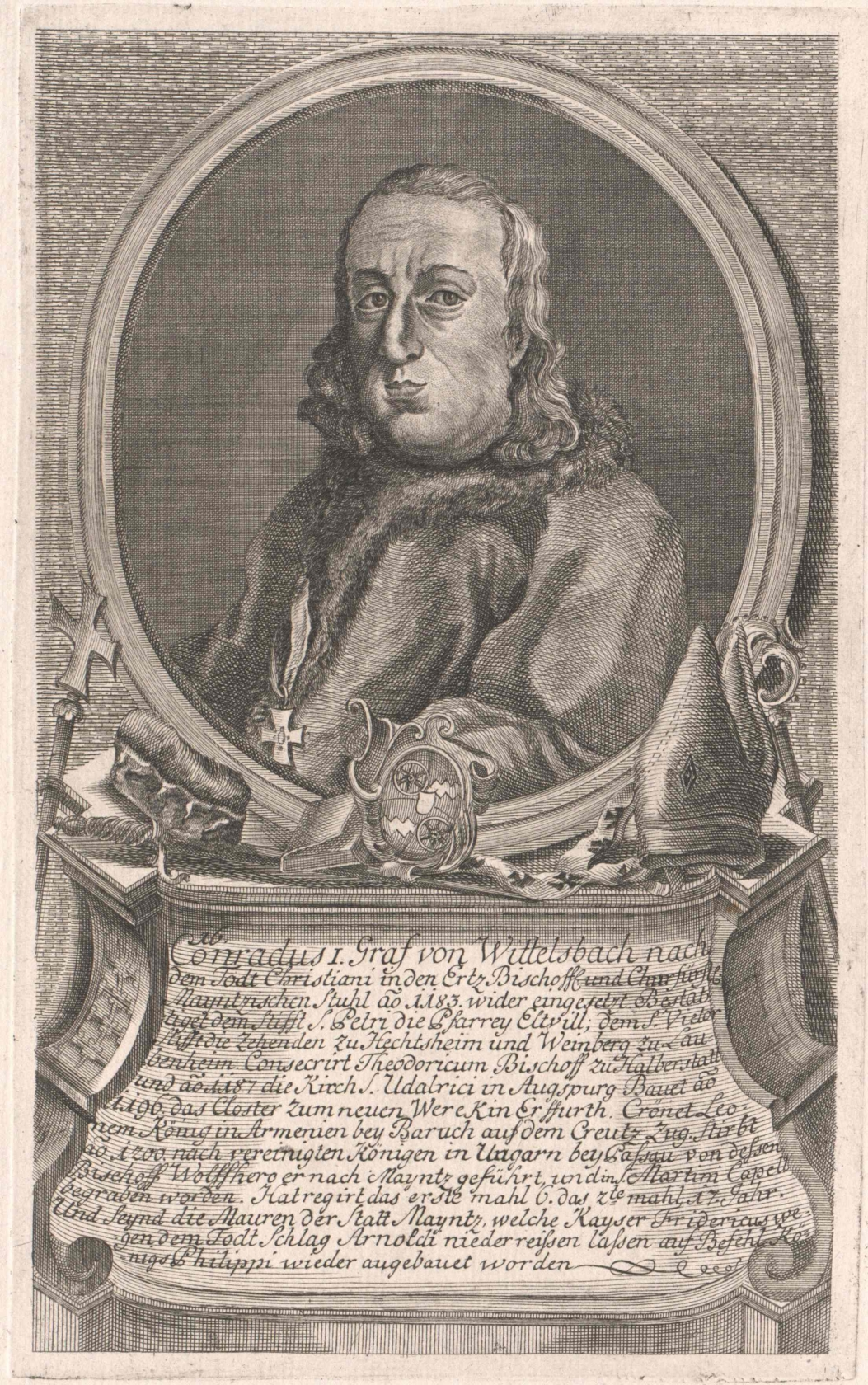
Neuzeitliche Fantasiedarstellung Konrads von Wittelsbach

Konrad von Wittelsbach (* etwa 1120/1125; † 25. Oktober 1200 bei Riedfeld, heute Gemeindeteil von Neustadt an der Aisch) war Erzbischof von Mainz (Konrad I. von Scheyern-Wittelsbach, genannt auch Konrad von Mainz) und Salzburg (Konrad III.) und Kardinalbischof von Sabina sowie Reichserzkanzler.

## Vita
Der Sohn des Pfalzgrafen Otto V. von Scheyern-Wittelsbach studierte in Salzburg und Paris. Auf dem Konzil von Lodi 1161 ernannte ihn Friedrich I. Barbarossa zum Erzbischof von Mainz und zum Erzkanzler des Reiches. Zuvor hatte der Kaiser bei Papst Viktor IV. die Absetzung der 1160 gewählten Erzbischöfe Christian I. von Buch und Rudolf von Zähringen betrieben. Unter dem Kaiser hatte das Ringen zwischen Imperium und Sacerdotium wieder schärfere Züge angenommen. Auch die Amtszeiten Konrads wurden von diesem Konflikt geprägt. Denn Viktor IV. war keineswegs unumstrittener Inhaber des Papstamtes, sondern fungierte als Gegenpapst zu Alexander III. War dieses Schisma zu Lebzeiten Viktors noch erträglich, so verschärfte es sich nach dessen Tod. Gegen die Warnung Konrads betrieb der Erzbischof von Köln, Rainald von Dassel, die Wahl Paschalis’ III. zum erneuten Gegenpapst gegenüber Alexander III. Dieser wurde wiederum von Erzbischof Konrad unterstützt. 1165 leistete er ihm den Treueid, brach mit Barbarossa und floh anschließend nach Frankreich, ein Schritt, der damals mit Verwirrung aufgenommen wurde. Barbarossa erklärte den Erzbischof daraufhin für abgesetzt und ließ erneut Christian vom Buch zum Erzbischof wählen. Dieser wurde von den Reichsfürsten auch anerkannt.
Papst Alexander III. erkannte die Wahl jedoch nicht an und betrachtete weiterhin Konrad als rechtmäßigen Erzbischof von Mainz. Am 18. Dezember weihte er ihn zum Bischof und ernannte ihn anschließend zum Kardinalpriester mit der Titelkirche San Marcello, 1166 dann zum Kardinalbischof von Sabina und 1167 außerdem noch zum Bischof von Sora im Latium.
1165 erreichten die kaiserlichen Truppen, unter denen sich auch Christian I. von Buch befand, die Stadt Rom und nahmen sie ein. Konrad war jedoch ebenso wie Papst Alexander schon vorher aus der Stadt geflohen.
1176 erlitt Kaiser Barbarossa eine schwere Niederlage gegen das Heer Mailands und Alexanders III., worauf sich 1177 auf dem Frieden von Venedig die Parteien versöhnten. Alexander III. erkannte Christian von Buch daraufhin als rechtmäßigen Erzbischof von Mainz an. Konrad wurde mit dem Erzbistum Salzburg abgefunden. Allerdings betrachtete er sich selbst weiterhin auch als Erzbischof von Mainz. In seiner Zeit als Salzburger Erzbischof ließ er auf den Resten des 1167 zerstörten Vorgängerdoms eine fünfschiffige Basilika errichten, die mit 5.200 m² die größte Basilika nördlich der Alpen war.

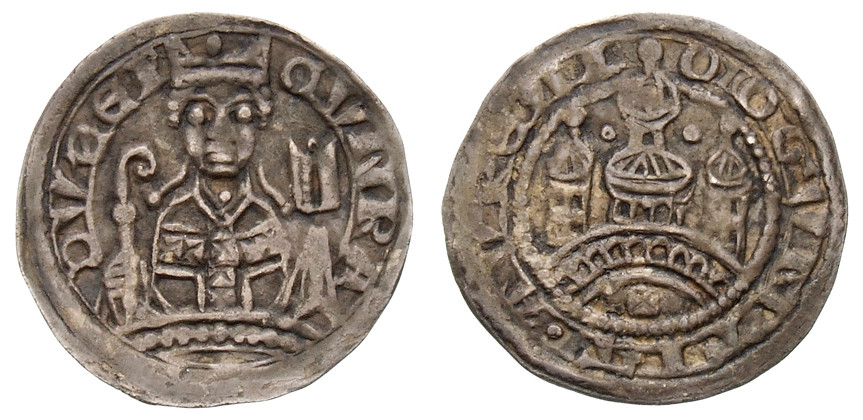
Münze mit dem Bildnis des Mainzer Erzbischofs Konrad von Wittelsbach, zw. 1183 und 1200; (Umschrift: Vorderseite: CVNRAD-V AEI [Conradus Archiepiscopus]; Rückseite: M-OGVNTIA AVREA)

Konrad erhielt der Legende nach vom Papst 1179 auf Lebenszeit den an seine Nachfolger vererblichen Titel eines Legaten über ganz Deutschland. Die Würde eines „geborenen“, also ständigen päpstlichen Legaten (legatus natus) kommt seit dieser Zeit jedem Salzburger Erzbischof ohne gesonderte Verleihung zu. Seither tragen die Erzbischöfe bei besonderen feierlichen Anlässen in ihrer Diözese den Legatenpurpur, eine feierliche Purpurkleidung, die wesentlich älter ist als das Purpurgewand der Kardinäle. Die Salzburger Erzbischöfe sind die einzigen, die seit dem 19. Jahrhundert sogar an der römischen Kurie im Legatenpurpur auftreten dürfen.
Nach dem Tod Christians von Buch trat Konrad, seit 1181 Kardinaldekan, 1183 seine zweite Amtsperiode als Erzbischof von Mainz an. Er erneuerte den Dom und die Stadtmauer (die Friedrich Barbarossa 1160 nach dem Mord der Bürger an Erzbischof Arnold von Selenhofen hatte schleifen lassen). In seine Ägide fiel auch das als „größtes des Mittelalters“ bezeichnete Fest 1184 auf der Maaraue. Kaiser Friedrich I. klagte Konrad I. und einige andere Bischöfe an, Mitwisser einer Verschwörung von Papst Urban III. gegen das Reich zu sein. Dagegen legte Konrad I. auf der Reichsversammlung in Worms vom August 1188 einen Reinigungseid ab.
Auch der so genannte Hoftag Jesu Christi 1188 in Mainz, auf dem der Aufbruch zum Dritten Kreuzzug verkündet wurde, fiel in seine Amtszeit. 1197 brach Konrad selbst an der Spitze der Vorhut des Kreuzzugs Heinrichs VI. auf. Im selben Jahr starb Kaiser Heinrich VI. Seinen zweijährigen Sohn Friedrich hatte Konrad mit den Fürsten 1196 noch zum König gewählt. Der frühe Tod des Kaisers machte eine direkte Amtsübernahme des Thronerben nicht möglich, weswegen in der Folge Kriege um die Thronfolge ausbrachen. Diese leiteten das Ende des universalen Kaisermacht und damit letztendlich auch des Imperiums ein. Statt einer erblichen Zentralmacht wie in Frankreich und England bildete sich die Vorherrschaft der Fürsten heraus.
In dem Streit um die Thronfolge in Antiochien stellte sich Konrad, wie auch die lateinischen Patriarchen der Stadt, auf die Seite von Raimund Ruben gegen Bohemund den Einäugigen und brachte die Barone dazu, Raimund Ruben feierlich als Nachfolger Bohemunds II. anzuerkennen.
Während Konrad in Palästina weilte, kam es 1198 zur verhängnisvollen Doppelwahl Philipps von Schwaben und Ottos von Braunschweig. Erst 1199 kehrte der von Papst Innozenz III. mit einer Vermittlerrolle ausgestattete Erzbischof ins Reich zurück. In dieser Funktion bewirkte er im April 1200 einen befristeten Waffenstillstand. Im selben Jahr starb der Erzbischof auf der Rückreise vom Kreuzzug in Ungarn auf dem Weg zum Königshof Riedfeld zwischen Nürnberg und Würzburg. Nach den von Bischof Wolfger von Erla durchgeführten Exequien im oppidum Riedfeld (heute Ortsteil von Neustadt an der Aisch) wurde er nach Mainz überführt und im Mainzer Dom begraben.